# Emerson Norton
Pour les articles homonymes, voir Norton.
Emerson Carlysle Norton (né le 16 novembre 1900 à Kansas City et décédé le 10 mars 1986 à Seminole) est un athlète américain spécialiste du décathlon. Affilié au Georgetown Hoyas, il mesurait 1,84 m pour 79 kg.

## Biographie

### Palmarès
| Date | Compétition           | Lieu  | Résultat | Performance   |
| ---- | --------------------- | ----- | -------- | ------------- |
| 1924 | Jeux olympiques d'été | Paris | 2e       | 7 350,895 pts |

### Records
| Épreuve   | Épreuve        | Performance   | Lieu  | Date |
| --------- | -------------- | ------------- | ----- | ---- |
| Décathlon | Table actuelle | 6 117 pts     | Paris | 1924 |
| Décathlon | Table de 1912  | 7 350,895 pts | Paris | 1924 |